# Хопштетен
Хопштетен (њем. Hoppstädten) општина је у њемачкој савезној држави Рајна-Палатинат. Једно је од 98 општинских средишта округа Кузел. Према процјени из 2010. у општини је живјело 327 становника. Посједује регионалну шифру (AGS) 7336045.

## Географски и демографски подаци
Хопштетен се налази у савезној држави Рајна-Палатинат у округу Кузел. Општина се налази на надморској висини од 310 метара. Површина општине износи 6,2 km². У самом мјесту је, према процјени из 2010. године, живјело 327 становника. Просјечна густина становништва износи 52 становника/km².